# Дефрейтас, Акил
Акил Дефрейтас (англ. Akil DeFreitas; 7 ноября 1986, Порт-оф-Спейн, Тринидад и Тобаго) — тринидадский футболист.

## Карьера
В футбол на большом уровне начинал играть в США. В 2012 году Дефрейтас перебрался в Финляндию. Первым его клубом в стране Суоми стал «Яро». В 2013 году тринидадец провёл пять игр за литовской А Лиге за «Дайнаву», затем через год он вновь вернулся в Финляндию, где играл за КПВ, «Джаз» и «Култсу».

## Сборная
Акил Дефрейтас выступал за юношеские и молодёжную сборную Тринидада и Тобаго. В 2006 году он был в числе кандидатов на поездку на ЧМ-2006 в Германию, однако в национальную сборную страны футболист не вызывался.